# And Now... The Runaways
And Now... The Runaways is het vierde en laatste studioalbum van de Amerikaanse rockband The Runaways. Het verscheen in november 1978. 

## Achtergrond
Het album werd opgenomen in september 1978 in de Rusk Sound Studios in Hollywood. De opnamen duurde drie weken.Tijdens de opnamesessies verliet bassiste Vicki Blue de band. Desondanks staat ze wel op de hoesfoto's en wordt ze ook gecrediteerd op het album. Maar de basgitaar werd uiteindelijk gespeeld door Lita Ford.
Het album is commercieeler van opzet dan het vorige album Waitin' for the night dat niet zo succesvol was. Hun voormalige producer Kim Fowley had altijd gezegd : "Stoere meiden lachen niet" en ze mochten van hem niet lachen op foto's. Maar de relatie met Fowley was nu verbroken en The Runaways hadden een nieuwe manager en een andere producer. Nu hadden ze de vrijheid om zich op een andere manier te presenteren. Op de hoesfoto's wordt een nieuwe look gepresenteerd. Maar het is ook ironisch bedoeld.
De muziek op het album is niet veel veranderd maar is wel gevarieerder dan voorheen en iets melodieuzer; Het is een mix van pop en hardrock.
Het album verscheen in Nederland in november 1978 en werd aanvankelijk alleen in Europa uitgebracht. In de Verenigde Staten was het uitsluitend via import verkrijgbaar. Het verscheen in Japan in 1979. In 1981 werd het album ook in de Verenigde Staten uitgebracht in een andere uitvoering onder de titel "Little Lost Girls". In 1993 verscheen de CD uitvoering in de  oorspronkelijke uitvoering en titel.

## Groepsleden
- Joan Jett - zang, gitaar
- Sandy West - drums, zang
- Lita Ford - gitaar, zang
- Vicki Blue - basgitaar

met
- Duane Hitchings - keyboards

## Productie
- John Alcock - producent (Delta Productions)
- Will Reid Dick - ingenieur
- A. Wally - assistent-ingenieur
- Ken Perry - mastering (Capital Studios)
- Barry Levine - fotografie
- David Larkham - hoesontwerp

## Tracklist
| nummer | titel                    | duur |
| ------ | ------------------------ | ---- |
| 1      | Saturday Night Special   | 3:39 |
| 2      | Eight Days a Week        | 3:33 |
| 3      | Mama Weer All Crazee Now | 3:26 |
| 4      | I'm a Million            | 6:02 |
| 5      | Right Now                | 3:35 |
| 6      | Takeover                 | 3:11 |
| 7      | My Buddy & Me            | 3:39 |
| 8      | Little Lost Girls        | 4:45 |
| 9      | Black Leather            | 3:47 |

## Singles
- Mama Weer All Crazee Now / Eight Days a Week (1978)[7]
- Right Now / Black Leather (1979)[8]